# ألفرد كامينغ
ألفرد كامينغ (بالإنجليزية: Alfred Cumming)‏ هو عسكري أمريكي، ولد في 30 يناير 1829 في أوغستا في الولايات المتحدة، وتوفي في 5 ديسمبر 1910 في روما في الولايات المتحدة.